# Scheinia castaneipennis
Scheinia castaneipennis är en skalbaggsart som beskrevs av Ruter 1957. Scheinia castaneipennis ingår i släktet Scheinia och familjen Cetoniidae. Inga underarter finns listade i Catalogue of Life.